# سارا كينغ
سارا كينغ (بالإنجليزية: Sara King)‏ (1982)؛ روائية أمريكية.